# Przędziorek owocowiec
Przędziorek owocowiec (Panonychus ulmi) – gatunek roztocza z rodziny Tetranychidae. Samica w kolorze wiśniowym, czerwonym z białymi brodawkami i szczecinkami długości 0,38–045 mm. Samiec kształtu gruszkowatego 0,36 mm. Wylęg larw następuje przed kwitnieniem. Płodność – 20 jaj. Rozwój pokolenia trwa 3–5 tygodni. Występuje w ilości 5–8 pokoleń na rok. Masowo występuje w Polsce na śliwach, jabłoniach i innych z rodziny różowatych. Powoduje żółknięcie i przedwczesne opadanie liści.
Stadium zimującego przędziorka są tzw. jaja zimowe, które składane są w złożach na konarach, gałęziach i ich pędach, najczęściej od strony południowej.

## Zwalczanie
Oprócz zwalczania chemicznego od końca lat 90. wprowadza się w sadach zwalczanie biologiczne wprowadzając dobroczynka gruszowca (Typchlodromus pyri), także roztocza, naturalnego drapieżcę dla przędziorków. Pozwala on utrzymać populację szkodników na poziomie nie zagrażającym uprawie.